# Triteleiopsis palmerii
Triteleiopsis es un género monotípico  de plantas monocotiledóneas perteneciente a la familia Asparagaceae. El género comprende una sola especie herbácea, perenne y bulbosa, denominada Triteleiopsis palmerii , que se distribuye desde el sudoeste de Arizona hasta el noroeste de México. 

## Descripción
Triteleiopsis fue originalmente separado del género Triteleia sobre la base de numerosos caracteres vegetativos y florales. Así, las hojas de Triteleiopsis  proceden del tallo por encima del bulbo, mientras que las hojas de Triteleia vienen directamente del cormo. Triteleiopsis se encuentra en los hábitats de dunas del desierto de Sonora, principalmente en México (norte de Baja California y Sonora), pero llegando en su distribución hasta el  suroeste de Arizona. De hecho, Triteleiopsis no se halla estrechamente relacionado con Triteleia sino que conforma un clado con los géneros Brodiaea y Dichelostemma.

## Taxonomía
Triteleiopsis palmerii fue descrito por (S.Watson) Hoover  y publicado en American Midland Naturalist 25(1): 99. 1941.
Sinonimia
- Brodiaea palmeri S.Watson
- Triteleia palmeri (S.Watson) Greene[5]